# Dilara Aliyeva
Pour les articles homonymes, voir Aliyev.
Dilyara Alakbar qizi Aliyeva (azéri : Dilarə Əliyeva) (14 décembre 1929 à Tbilissi - 19 avril 1991 à Qakh) est une philologue azerbaïdjanaise, traductrice, féministe et membre du Conseil suprême de l’Azerbaïdjan en 1990-1991.

## Biographie
Dilyara Aliyeva est née dans la famille d'un forgeron à Tbilissi, en Géorgie.
Dilyara Aliyeva fait ses études secondaires dans une école locale azérie. Elle fait des études orientales à l'université d'État de Bakou. Après avoir obtenu son baccalauréat, elle est admise à un programme d'études supérieures à l'Institut de langue et de littérature Nizami de l'Académie nationale des sciences de la république d'Azerbaïdjan; elle étudie ensuite à l'Institut de littérature Rustaveli de l'Académie nationale des sciences de Géorgie.
Dilyara Aliyeva occupe ensuite divers postes au sein de l'Institut Nizami, étudiant la réception littéraire du poète médiéval Nizami et l'histoire comparée des littératures azérie et géorgienne. En 1988, elle obtient son doctorat en philologie et rejoint le Front populaire d'Azerbaïdjan, dont elle est rapidement l’une des dirigeantes.
Dilara Aliyeva fonde l'Association azerbaïdjanaise pour la protection des droits des femmes. Elle est décédée le 19 avril 1991 dans un accident de voiture à la frontière entre la Géorgie et l'Azerbaïdjan et est enterrée à Bakou. Une rue de Bakou et l'association fondée par Dilyara Aliyeva portent son nom.